# 3157 Novikov
A 3157 Novikov (ideiglenes jelöléssel 1973 SX3) a Naprendszer kisbolygóövében található aszteroida. Ljudmila Vasziljevna Zsuravljova fedezte fel 1973. szeptember 25-én.